# Ganggrab von Mejls

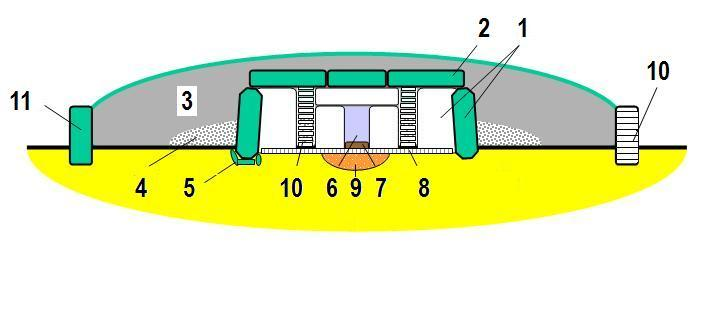
Schema Ganggrab (Querschnitt) 1=Trag-, 2= Deckstein, 3=Erdhügel, 4=Dichtung, 5=Verkeilsteine, 6=Zugang, 7= Schwellenstein. 8=Bodenplatten, 9=Unterbodendepots, 10=Zwischenmauerwerk 11=Randsteine

Das kleine Ganggrab von Mejls liegt unmittelbar nördlich von Varde in Westjütland in Dänemark. Es ist eines der wenigen erhaltenen Großsteingräber in diesem Bereich und wurde 1901 von Gustav V. Blom (1853–1942) untersucht. Das Ganggrab (dänisch Jættestue) wurde zwischen 3500 und 2800 v. Chr. während der Jungsteinzeit errichtet und gehört zu den nordischen Megalithanlagen der Trichterbecherkultur (TBK). Das Ganggrab ist eine Bauform jungsteinzeitlicher Megalithanlagen, die aus einer Kammer und einem baulich abgesetzten, lateralen Gang besteht. Diese Form ist primär in Dänemark, Deutschland und Skandinavien, sowie vereinzelt in Frankreich und den Niederlanden zu finden. Neolithische Monumente sind Ausdruck der Kultur und Ideologie neolithischer Gesellschaften. Ihre Entstehung und Funktion gelten als Kennzeichen der sozialen Entwicklung.

## Beschreibung
Die Megalithanlage von Mejls, die auf einem natürlichen Grat in der Landschaft liegt, wurde Schicht um Schicht abgetragen und fotografiert. Diese Studie wurde zu einer der am besten dokumentierten archäologischen Untersuchungen von Ganggräbern im frühen 20. Jahrhundert. Allerdings war Bloms Untersuchungsmethode recht destruktiv, wie die Fotos belegen, denn Kleinfunde und Grabbeigaben wurden gar nicht beachtet. Im Jahre 1943 ging Julius Raklev (1878–1960), der mehrere Anlagen restauriert hat, nach Mejls, um das stark außermittig im Hügel liegende Ganggrab wiederherzustellen. Er fand acht Tragsteine, beide Decksteine, einen Schwellenstein, einige Randsteine des Rundhügels und zwei ungewöhnlich lange Tragsteine sowie die Decksteine des von Osten kommenden Ganges vor. Vor der Restaurierung waren sie verstürzt und wurden an ihren ursprünglichen Platz gesetzt, sodass das Ganggrab heute so erscheint, wie es vor über 5000 Jahren erbaut wurde.